# Velimir Perasović
Velimir Perasović (* 9. Februar 1965 in Stobreč) ist ein kroatischer Basketballtrainer und ehemaliger -spieler.

## Laufbahn

### Spieler
Perasović gehörte bis 1992 der Mannschaft von KK Split an. Mit dem Verein wurde der 1,96 Meter große Shooting Guard 1989, 1990 und 1991 Europapokalsieger der Landesmeister, 1988, 1989, 1990 und 1991 jugoslawischer Meister, 1990 und 1991 zudem Pokalsieger des Landes. Seine Entwicklung zu einem Spitzenspieler in Split schrieb Perasović vor allem der Zusammenarbeit mit Trainer Božidar Maljković zu. Perasović spielte in Split an der Seite von Größen wie Toni Kukoč, Dino Rađa, Duško Ivanović und Zoran Savić. Nach dem Zerfall Jugoslawiens gewann Perasović mit Split 1992 den kroatischen Pokalwettbewerb und wechselte zur Saison 1992/93 zu CB Breogán nach Spanien.
In der spanischen Liga ACB war er in den folgenden Jahren einer der besten Korbschützen. In der Saison 1992/93 erzielte er für Breogán im Durchschnitt 24,5 Punkte pro Spiel und führte damit die Korbjägerliste der ACB an. Von 1993 bis 1997 stand er bei Taugrés Vitoria unter Vertrag. Mit Ausnahme des Spieljahres 1996/97 kam er dort ebenso auf Saisonmittelwerte von mehr als 20 Punkten pro Einsatz. 1995 gewann Perasović mit Vitoria den spanischen Pokalwettbewerb und 1996 den Europapokal Saporta-Cup. 1994 und 1995 erreichte er mit der Mannschaft das Endspiel um den Korać-Cup, unterlag aber jeweils.
Von 1997 bis 2002 spielte er bei Fuenlabrada Madrid. Mit 21,3 Punkten pro Begegnung führte er die Hauptstädter im Spieljahr 1997/98 zum Aufstieg in die Liga ACB und trat anschließend mit ihnen bis 2002 in der höchsten Spielklasse des Landes an. In den Spieljahren 1998/99 (22,2 Punkte/Spiel), 1999/2000 (22,4 Punkte/Spiel), 2000/01 (22,9 Punkte/Spiel), 2001/02 (22,4 Punkte/Spiel) war Perasović erneut bester Korbschütze der Liga ACB. Zum Abschluss seiner Spielerlaufbahn stand er 2002/03 in Diensten von Lucentum Alicante (ebenfalls Spanien). Perasović war insbesondere für seine Stärken im Angriff und seine Treffsicherheit beim Distanzwurf bekannt.

#### Nationalmannschaft
Als Mitglied der Auswahlmannschaft Jugoslawiens wurde Perasović 1990 Welt- und 1991 Europameister.
Mit Kroatiens Nationalmannschaft holte er bei den Olympischen Sommerspielen 1992 die Silbermedaille und bei den EM-Turnieren 1993 und 1995 jeweils Bronze. Bei der EM 1995 war Perasović mit 16,1 Punkten je Turnierspiel zweitbester Korbschütze der Kroaten. 1996 nahm er ein weiteres Mal an Olympischen Spielen teil.

### Trainer
In der Saison 2003/04 arbeitete er als Sportdirektor von KK Split und wurde dann als Trainer tätig: 2004/05 betreute er Caja San Fernando in Spanien, von 2005 bis 2007 dann Tau Vitoria, das er 2006 zum Gewinn des spanischen Pokalwettbewerbs führte. In der Saison 2007/08 war Perasović Trainer von Estudiantes Madrid, zwischen 2008 und 2010 hatte er das Amt bei Cibona Zagreb inne, gewann mit der Mannschaft 2009 und 2010 die kroatische Meisterschaft sowie 2009 den Pokalwettbewerb des Landes.
Er wurde im Vorfeld der Saison 2010/11 von Efes Pilsen (Türkei) verpflichtet, im März 2011 kam es zur Trennung. Ab der Saison 2011/12 betreute er Valencia Basket. Die Spanier gewannen unter seiner Leitung 2014 den EuroCup. Im Januar 2015 musste er in Valencia gehen. Als Nationaltrainer betreute er Kroatiens Auswahl bei der EM 2015, in der Saison 2015/16 arbeitete er erneut als Trainer von Tau Vitoria und führte die Mannschaft unter die besten Vier in der EuroLeague, ab Sommer 2016 war er in einer zweiten Amtszeit bei Anadolu Efes (vorher Efes Pilsen) beschäftigt. Allerdings wurde er dort Mitte Dezember 2017 entlassen, nachdem die Mannschaft in der EuroLeague bis dahin nur drei von zwölf Spielen gewonnen hatte. Mitte November 2018 trat Perasović eine abermalige Amtszeit in Vitoria an. Im Dezember 2019 wurde er in Vitoria nach einem durchwachsenen Auftakt in die Saison 2019/20 entlassen.
Perasović trat im Sommer 2021 seinen Dienst als Cheftrainer von UNICS Kasan an.